# CR機
CR機（シーアールき）とはプリペイドカードに対応したパチンコ遊技機の一種。

## 「CR」の意味
「CR」の語源は「card reader」の頭文字であるという説が定説となっている。1992年登場当時は単語「card」の1文字目と3文字目だという説や、「card reserve」の頭文字だとする説など、はっきりしなかった。その後、一部パチンコ攻略誌などが積極的に唱えた「card reader」の頭文字だという説が主流となっている。
いずれにしてもCR機とはパチンコ玉を供給する方式についての区別であるため、CR機というのはデジパチの別名ではない。よってCR機と対比されるのは現金機などパチンコ玉を供給する方式が異なる機器である。しかし、CR機と現金機は単にパチンコ玉を供給する方式に関する区分だけでなく、後述の確率変動に関する基準が違い、遊技機のゲーム性にも影響を与えているため、羽根モノなどといった括りでも分類される。
現金機のイメージが強い羽根モノタイプの機種でも、「CR - 」の接頭語を持つ機種も少なくない（2012年現在）。
なお2018年2月以降に保安通信協会等の指定試験機関における型式試験を受けた機種については、「CR」の代わりに「P」の接頭辞を持つ（通称「P機」）。「CR機」と「P機」では、接頭辞以外に内部規定も大きく変更されている点に注意が必要。

## 概要
パチンコホールにおける経理の透明化を図るため1980年代末に全国共通のプリペイドカードを導入する構想が発表され1990年代初めに普及した。構想には日本遊技機工業組合（日工組）、日本電動式遊技機工業協同組合（日電協）、遊技場メダル自動補給装置工業会（自工会）が賛同する一方、全国遊技業協同組合連合会（全遊協）の内部では初期の設備投資などの問題から意見の対立があった。1989年には全日本遊技事業協同組合連合会（全日遊連）が新たに結成され、これに加盟する関東圏の7店で1990年からCR機の導入店が営業を開始。全日遊連には1都36県が参加する一方、全遊協にも43県が加盟する状況となったが、代表者の協議により組織の一本化が図られることとなり1990年11月に全遊協は解散した。
CR機導入当初は、ホール内の販売機でプリペイドカードを購入後、パチンコ台横のカードリーダーに差し込んで遊技するシステムが主流であったが、残高が無くなるとカードを再購入するためにその都度席を離れなければならない、販売機の前で行列ができることがある、といった不便さから、現在ではこのシステムを採用しているホールは中小都市を中心にごく少数である。
現在、殆どのホールでは、事前にプリペイドカードを購入するのではなく、紙幣（一部に硬貨も受け付けるものもあり）をそのままパチンコ各台横にある玉貸機の挿入口に差し込めば、カード購入・使用処理を行って遊技できるシステムになっている。同様の理由でCRユニットとは別に玉貸機を設置し、そこから玉を貸し出す形にしているところもある。また、二千円以上の高額紙幣に対応した挿入口を備えたホールも増えつつある。そのようなCRユニットでは、高額紙幣を投入して残高がある場合は、残高が記録されたICカード（ホールによりICコインやICスティック）が出てくるようになっている。
CR機導入の際には、コスト増や変造カード対策への懸念から、パチンコ台メーカー、ホールともに反対意見が相次いだが、パチンコ台の大当りにおける確率変動（確変）機能の付加を許可することを条件に、CR機導入を促した経緯がある（現金機では小当たりの確変→時短のみ）。ただ、上記のように、現金を各台横にある玉貸機の挿入口に差し込んでいるホールが主流となっている現状では、その差別化はあまり意味を為さないものとなっている。
CR機には、本体に直接読取装置が付いている物と、外部の読み取り機を接続する物がある。また、内規により型名の接頭辞を「CR」とするようになっている（「CR新海物語」など）。
なお前述の通り、2018年改正規則準拠機に適合した新機種においては、新たに型名の接頭辞は『P』とされている（第1号はSANKYO「Pフィーバー革命機ヴァルヴレイヴ」）。

## 歴史
初のCR機は1992年8月、6メーカーから同時発表された。京楽の「CRフラワーショップ」、西陣の「CRうちどめくん」、SANKYOの「CRフィーバーウィンダム」、ニューギンの「CRエキサイトロイヤル」、三洋の「CRミラージュナイト」、そして竹屋の「CRノーザ」である。同年中には、これらに続いて平和の「CRシグマ」、大一商会の「CRエルドラド」、マルホンの「CRワンダフル」も、それぞれ各社のCR一号機として登場している。CR機登場後しばらくは、現金機の連チャン機が市場を席巻していたことや導入コストの問題、後述する変造カード問題、それら諸問題を取り上げた業界紙の記事などから、パチンコ店が導入を見送るケースもあり販売台数もさほど伸びなかった。
そうした状況が一変しCR機が爆発的に普及するようになったきっかけと言われるのが、1993年11月に起こった「ダービー物語事件」である。この事件の直前、パチンコメーカーの組合である日本遊技機工業組合（日工組）が現金タイプの連チャン機自粛を決定していたが、「ダービー物語事件」によって、埼玉県内のホールおよびメーカーである平和の本社が風俗営業取締法違反の容疑で家宅捜索が行われ逮捕者が出るなどの騒動となった。この事件以降、現金機の連チャンが厳しく規制される一方、CR機に限って確率変動などの連チャン機能を認めた。
この年、西陣より発売された「CR花満開」は5万台以上のヒットを記録し、CR機が現金機にとって代わる大きなきっかけとなった。「CR花満開」はそれまでのCR確変とは大きく異なり、激しい爆発力が特徴であった。その後も、連チャン率80%を誇る「CRビッキーチャンス」を筆頭に過激台が次々と登場するようになると、今度は射幸性の高さから連チャンを夢見てパチンコを打つあまり子供の車内放置死亡事件や事故、誘拐事件などが起こり社会問題となったことからパチンコ店が注意喚起を行った。

## 変造カード問題
変造カードとは、使用済みプリペイドカードの磁気情報を改ざんし、再度遊技できるようにしたカードのこと。パチンコ必勝ガイド1992年3月号「未確認情報局」の欄で変造カードについて取り上げられたのが最初である。その後同年5月に業界紙「グリーンべると」がパッキーカードのセキュリティーの甘さと偽造可能性（変造テレホンカードと同じ要領で作成できる面）を指摘したほか、パチンコ必勝ガイド誌1992年8月号でも「グリーンべると」の内容をそのまま掲載し警鐘を鳴らした。その後中国系外国人らによる変造カード事件が発生、カード変造者やカード使用者が逮捕され有罪判決が出るなど問題となった。
CR機で客が遊技すると、その情報はいったんプリペイドカード会社に集められ、どの店でどれだけ売上があったか詳細にわかる仕組みになっている。パチンコ店には、その売上に応じてカード会社から売上金が振り込まれるシステムであった。この仕組みに目をつけた一部のパチンコ店は、閉店時などに自店の台で変造カードを使って架空の売上を計上するようになる。しかしこの方法では、店内で売れたカードの枚数と、台で遊技したカードの枚数との誤差が大きくなるため、自店内で正規のカードを購入し、これを変造カードの集団に売りさばく手法をとっていた。これにより、本物と全く同じ変造カードが流通するようになり、事態は複雑化した。こうした手法により、カード会社の被害額は630億円以上にも及んだ。
こうした事態を受け、1995年には5000円、1996年には1万円券の高額券を廃止するなどの措置がとられ、その後、地域別カードの導入、ID管理化といった不正対策が施されて現在に至る。

## パチスロのCR機対応
パチスロについてはかつてCR機能が試験的に導入されたことがあったが、当時は普及せずに終わった。2004年に改正・施行された機械規則に、全てのパチスロ機にCRユニットと接続できるインタフェースを備えることが盛り込まれ、2006年にはアビリットがパチスロ版CR機の第一弾として「CSスロ原人」を発売したが、業界全体で見ればCR機能への対応は全く進まなかった。
パチスロにおいては、パチンコとの区別のためにカード対応機のことを「CS機」と呼ぶことが決定しており、対応機種（5号機以降）には全て型式名の接頭辞に「CS」が付けられるとされた。（ただしパロットは遊技にパチンコ玉を使う関係上、型式名の接頭辞は「CP」もしくは「CRP」となる）
2022年11月に導入が始まったスマスロでは、パチスロ機本体とは別にICカードなどを管理する専用ユニットを用意し、両者を接続することで初めて遊技が行える仕組みとなっており、これによってようやくパチスロ業界においてもCR機能の本格導入が始まったといえる。
ちなみに4号機にも一部「CR - 」の接頭辞を持つ機種が存在するが（「CRすーぱー福の神」（山佐）など）、この場合は「パチンコのCR機のような確変機能を搭載している」という意味で使われており、特にCRユニットとの接続が可能になっているわけではないので注意が必要である（「CRすーぱー福の神」の保安通信協会における型式名は「センリョウバコ2003」となっており、型式名に「CR」も「CS」も付いていない）。